# Монтальдо-Роеро
Монтальдо-Роеро (італ. Montaldo Roero, п'єм. Montàud Roé) — муніципалітет в Італії, у регіоні П'ємонт,  провінція Кунео.
Монтальдо-Роеро розташоване на відстані близько 490 км на північний захід від Рима, 38 км на південний схід від Турина, 55 км на північний схід від Кунео.
Населення — 868 осіб (2014).
Щорічний фестиваль відбувається 25 березня. Покровитель — святий Рох.

## Демографія
Населення за роками:

Станом на 1 січня 2023 року в муніципалітеті офіційно проживали 84 іноземці з 10 країн, серед них 56 громадян країн Євросоюзу та 2 громадяни України.

## Сусідні муніципалітети
- Бальдіссеро-д'Альба
- Черезоле-Альба
- Корнеліано-д'Альба
- Монтеу-Роеро
- Вецца-д'Альба